# Ne dihaj!
Ne dihaj! (izviren angleški naslov: Don't Breathe) je ameriška grozljivka iz leta 2016, delo režiserja in scenarista Feda Álvareza in scenarista Roda Sayaguesa. V filmu igrajo Jane Levy, Dylan Minnette, Daniel Zovatto in Stephen Lang. Zgodba se osredotoča na tri prijatelje, ki so ujeti v hiši slepega moškega, h kateremu so vdrli.
Film je svojo premiero doživel na festivalu South by Southwest 12. marca 2016, v kina pa je bil izdan 26. avgusta 2016 strani distribucije Screen Gems in Stage 6 Films. Prejel je predvsem pozitivne kritike in zaslužil več kot 157 milijonov $.

## Vsebina
Rocky, Alex in Money so trije nepridipravi iz Detroita, ki se preživljajo z vlamljanjem v domove, ki uporabljajo varnostni sistem Alexovega očeta. Oseba, ki odkupuje ukradene stvari od Moneya ne ponudi dovolj denarja, kar ni dovolj za Rocky, ki se želi s svojo mlajšo sestro Diddy odseliti v Kalifornijo, stran od svoje mame in njenega pijanega fanta. Money dobi namig, da ima upokojen vojaški veteran v svoji hiši v zapuščeni soseski Detroita, 300 000 $, potem ko je mlada ženska Cindy Roberts ubila njegovo hčerko v prometni nesreči. Trojica si ogleda hišo in ugotovi, da je mož slep že od zalivske vojne. Odločijo se, da bodo vdrli še to noč.
Ponoči pridejo do hiše in omamijo slepčevega psa. Ker ugotovijo da so vsi vhodi zaprti, Rocky spleza v hišo skozi majhno okno in spusti še ostala dva. V hiši iščejo denar vendar ga ne najdejo. Money se odpravi v zgornjo nadstropje in nastavi uspavalni plin v slepčevo spalnico. Money nato ustreli v zaklenjeno ključavnico ker misli da je tam denar. Hrup prebudi slepca, ki ubije Moneya s svojo pištolo. Rocky se skrije v omaro in vidi, kako slepec odpre sef v katerem je denar. Alex nato najde Rocky in skupaj odpreta sef v katerem je najverjetneje kar milijon $. Medtem slepec ugotovi, da Money ni bil edini vlomilec.
Rocky in Alex pobegneta v klet, kjer presenečena najdeta privezano žensko. Kmalu ugotovita, da je to Cindy ki je v prometni nesreči ubila slepčevo hčerko. Osvobodita jo in slepec jo po nesreči ubije. Slepec nato začne jokati pri čemer izgovori besede ''moj dojenček''. Slepec nato izklopi luči po hiši, vendar ga dvojica onesposobi in pobegne iz kleti.
Ko zakleneta vrata kleti, ju napade slepčev pes. Alex in Rocky uspeta pobegniti psu v spalnico, kjer so zabarikadirana okna. Rocky uspe pobegniti iz spalnice po prezračevalnem jašku, medtem ko pes vdre v spalnico in napade Alexa, ki pade skozi okno in obleži nezavesten. Alex se zbudi, vendar ga kmalu navidezno ubije slepec, ki nato ujame še Rocky. Zbudi se privezana v kleti, kjer ji slepec pove da je Cindy nosila njegovega otroka in da jo bo zdaj ona zamenjala. Nato se pojavi Alex, ki pomaga Rocky pobegniti.
Ko skušata pobegniti slepec dokončno ubije Alexa. Rocky uspe pobegniti v avto, vendar jo slepec odvleče nazaj v hišo. Rocky tam uspe sprožiti alarm v hiši in zaklene slepca v klet. Tam se slepec domnevno ustreli in Rocky verjame da je mrtev.
Z denarjem se Rocky odpravi z Diddy na vlak iz Detroita v Los Angeles. Na postaji vidi poročila, kjer izve da je slepec živ v bolnišnici, ter da policiji ni prijavil Cindy, Rocky in ukradenega denarja.

## Igralci
- Jane Levy kot Rocky
- Stephen Lang kot Norman Nordstrom/ "Slepec"
- Dylan Minnette kot Alex
- Daniel Zovatto kot Money
- Franciska Törőcsik kot Cindy Roberts
- Emma Bercovici kot Diddy
- Christian Zagia kot Raul
- Katia Bokor kot Ginger
- Sergej Onopko kot Trevor